# Novo Mesto
Novo Mesto (em esloveno: Novo mesto; em alemão:  Neustadtl, Neustädtel oder Rudolfswerth) é uma cidade e município urbano da Eslovênia. A sede do município fica na cidade de mesmo nome. Fica situada a sul da cidade de Lubliana, nas margens do rio Krka.
Melania Knauss-Trump, esposa de Donald Trump é uma pessoa famosa que nasceu neste município.